# 최경주
최경주(崔京周, 1968년 6월 22일 (1968년 음력 5월 19일) ~ )는 대한민국의 프로 골프 선수이자 올림픽 골프 남자부 감독 및 한국프로골프협회 부회장이다. 별명은 탱크(Tank)이다.
전라남도 완도군 완도읍 화흥리에서 태어났다. 중학생 때까지는 역도선수였다가, 고등학생 때 골프선수로 전향했다. 초기에는 아시아 무대에서 활약하여 1996년 코리아 오픈에서 첫 승을 올렸으며, 1999년 일본 골프 투어에서 두 차례 승리했다. 1999년 미국 PGA 투어 자격 심사에서 공동 35위에 올라, PGA 투어 자격을 얻은 첫 한국인이 되었다. 2000년 루키 시즌, 상금 순위 134위에 그쳐 다시 자격을 얻어야 했지만, 2001년 이후로는 투어에서 일관된 성적을 올렸다. 2002년 뉴올리언즈 콤팩 클래식에서 한국인으로서는 처음으로 PGA 투어에서 우승했으며, 같은 해 탬파베이 클래식에서도 우승했다. 현재는 미국 텍사스 댈러스에서 거주하고 있다. 고향인 전남 완도에 최경주의 이름을 딴 '최경주 광장'이 있다. 또 매스터스 토너먼트에서 3위를 기록하기도 하였다. 최경주는 2008년 아시아인 최초 세계랭킹 5위에 올랐으며, 플레이어스 챔피언십에서 2011년 우승했다.
2016년 하계 올림픽에 골프가 정식 종목으로 채택되면서, 남자 골프대표팀 감독을 맡았다. 2020년 하계 올림픽에서도 골프대표팀 감독을 맡았다.
슬하에 2남 1녀를 두고 있으며, 차남이 골프선수로 활동하고 있다.
방위병으로 복무했던 그는 평소에 병역을 빨리 끝내라고 조언해 오는 것으로 알려져 있다. 그의 장남은 해병대에 입대하여 현재는 전역했다.

## 프로 우승 (18회)

### PGA 투어 우승 (8회)
| 번호 | 날짜             | 대회                         | 타수                  | 타수차  | 준우승                     |
| 1.   | 2002년 5월 5일   | 뉴올리언즈 콤팩 클래식       | -17 (68-65-71-67=271) | 4타     | 더들리 하트, 지오프 오길비 |
| 2.   | 2002년 9월 22일  | 탬파베이 클래식              | -17 (63-68-68-68=267) | 7타     | 글렌 데이                  |
| 3.   | 2005년 10월 2일  | 그린스보로 크라이슬러 클래식 | -22 (64-69-67-66=266) | 2타     | 시게키 마루야마            |
| 4.   | 2006년 10월 29일 | 크라이슬러 챔피언십          | -13 (68-66-70-67=271) | 4타     | 폴 고이도스, 브렛 웨터리치 |
| 5.   | 2007년 6월 3일   | 메모리얼 토너먼트            | -17 (69-70-67-65=271) | 1타     | 라이언 무어                |
| 6.   | 2007년 7월 8일   | AT&T 내셔널                  | -9 (66-67-70-68=271)  | 3타     | 스티브 스트리커            |
| 7.   | 2008년 1월 13일  | 하와이 소니 오픈             | -14 (64-65-66-71=266) | 3타     | 로리 사바티니              |
| 8.   | 2011년 5월 15일  | 플레이어스 챔피언십          | -13 (70-68-67-70=275) | Playoff | 데이비드 탐스              |

### 유럽 투어 우승 (1회)
| 번호 | 날짜            | 대회               | 타수                  | 타수차 | 준우승             |
| 1.   | 2003년 9월 21일 | 린데 독일 마스터즈 | -26 (63-68-64-67=262) | 2타    | 미겔 앙헬 히메네스 |

### 아시아 투어 우승 (6회)
- 1999년 코오롱 한국 오픈
- 2003년 SK 텔레콤 오픈
- 2005년 SK 텔레콤 오픈
- 2009년 Iskandar Johor Open, Malaysia
- 2011년 CJ 인비테이셔널
- 2012년 CJ 인비테이셔널

### 일본 골프 투어 우승 (2회)
- 1999년 기린 오픈, 우베 고산 오픈

### 기타 우승 (5회)
- 1996년 한국 오픈
- 2007년 신한 동해 오픈
- 2008년 LG 스킨스 게임, SK 텔레콤 오픈, 신한 동해 오픈

기타 수상
- Edurank(세계대학순위 랭크기관) 선정, '2024 주목할만한 광주대학교 동문' 2위[4]

## 가족 관계
- 배우자 : 김현정
- 자녀 : 장남 최호준 (david choi) 차남 최강준 (daniel choi) 장녀 최신영 (amanda choi)

## 메이저 대회에서의 성적
| Tournament        | 1998 | 1999 |
| ----------------- | ---- | ---- |
| 매스터스 토너먼트 | DNP  | DNP  |
| US 오픈           | DNP  | DNP  |
| 디 오픈 챔피언십  | CUT  | T49  |
| PGA 챔피언십      | DNP  | DNP  |

| Tournament        | 2000 | 2001 | 2002 | 2003 | 2004 | 2005 | 2006 | 2007 | 2008 | 2009 |
| ----------------- | ---- | ---- | ---- | ---- | ---- | ---- | ---- | ---- | ---- | ---- |
| 매스터스 토너먼트 | DNP  | DNP  | DNP  | T15  | 3    | T33  | CUT  | T27  | 41   | CUT  |
| US 오픈           | DNP  | CUT  | T30  | CUT  | T31  | T15  | CUT  | CUT  | CUT  | T47  |
| 디 오픈 챔피언십  | DNP  | DNP  | CUT  | T22  | T16  | T41  | CUT  | T8   | T16  | CUT  |
| PGA 챔피언십      | DNP  | T29  | CUT  | T69  | T6   | T40  | T7   | T12  | CUT  | T24  |

| Tournament        | 2010 | 2011 | 2012 | 2013 | 2014 | 2015 | 2016 |
| ----------------- | ---- | ---- | ---- | ---- | ---- | ---- | ---- |
| 매스터스 토너먼트 | T4   | T8   | CUT  | T46  | T34  | DNP  | DNP  |
| US 오픈           | T47  | CUT  | T15  | T32  | DNP  | DNP  | DNP  |
| 디 오픈 챔피언십  | CUT  | T44  | T39  | T44  | CUT  | DNP  | DNP  |
| PGA 챔피언십      | T39  | T39  | T54  | T47  | CUT  | DNP  | T22  |

1 DNP = 경기에 참가하지 않음

2 CUT = 중간 컷에서 탈락

3 T = 공동

## 단체전
- 월드컵 (대한민국 대표): 2002년, 2003년, 2005년
- 프레지던츠컵 (국제 팀): 2003년 프레지던츠컵, 2007년 프레지던츠컵

## TV 출연

### 방송
- KBS2 《해피선데이 - 남자의 자격》
- KBS1 《글로벌 성공시대》
- SBS 《힐링캠프》
- MBC 《마이 리틀 텔레비전》

## 출신 학교
- 화흥초등학교
- 완도중학교
- 완도수산고등학교 -> 한서고등학교
- 광주대학교 무역학

### 광고
- 쌍용자동차 뉴 체어맨